# Lifewire
Lifewire é um site de informações e conselhos sobre tecnologia.  Era um dos 10 principais sites de informações sobre tecnologia em 2017, atingindo 6 milhões de usuários únicos mensais nos EUA a cada mês.  O proprietário do site é Dotdash, originalmente About.com, que lançou a Lifewire em 2016 como um de seus sites verticais derivados. 
O tráfego da Lifewire aumentou entre 65% e 70% desde o seu lançamento até fevereiro de 2017. 

## Conteúdo
O objetivo do Lifewire é oferecer conselhos e respostas sobre questões e problemas comuns de tecnologia, em um formato claro e simplificado. 
Quando foi lançado, a Lifewire apresentava já 16.000 artigos escritos por 40 especialistas, ensinando aos leitores o que havia de novo no mundo da tecnologia e explicando como usar melhor os dispositivos que já possuíam. O CEO da Lifewire descreveu o estilo do site "como se seu melhor amigo fosse um especialista em iPhone ". 